# Бразос (Нью-Мексико)
Бразос (англ. Brazos) — переписна місцевість (CDP) в США, в окрузі Ріо-Арріба штату Нью-Мексико. Населення — 31 особа (2020).

## Географія
Бразос розташований за координатами 36°45′10″ пн. ш. 106°33′36″ зх. д. / 36.75278° пн. ш. 106.56000° зх. д. (36.752762, -106.559873).  За даними Бюро перепису населення США в 2010 році переписна місцевість мала площу 0,56 км², уся площа — суходіл.

## Демографія
Згідно з переписом 2010 року, у переписній місцевості мешкали 44 особи в 20 домогосподарствах у складі 13 родин. Густота населення становила 78 осіб/км².  Було 29 помешкань (52/км²).
Расовий склад населення:
| - 40,9 % — білих - 56,8 % — осіб інших рас |

До двох чи більше рас належало 2,3 %. Частка іспаномовних становила 100,0 % від усіх жителів.
За віковим діапазоном населення розподілялося таким чином: 13,6 % — особи молодші 18 років, 65,9 % — особи у віці 18—64 років, 20,5 % — особи у віці 65 років та старші. Медіана віку мешканця становила 55,7 року. На 100 осіб жіночої статі у переписній місцевості припадало 109,5 чоловіків;  на 100 жінок у віці від 18 років та старших — 100,0 чоловіків також старших 18 років.
Цивільне працевлаштоване населення становило 26 осіб. Основні галузі зайнятості: транспорт — 53,8 %, фінанси, страхування та нерухомість — 46,2 %.